# Schabestan

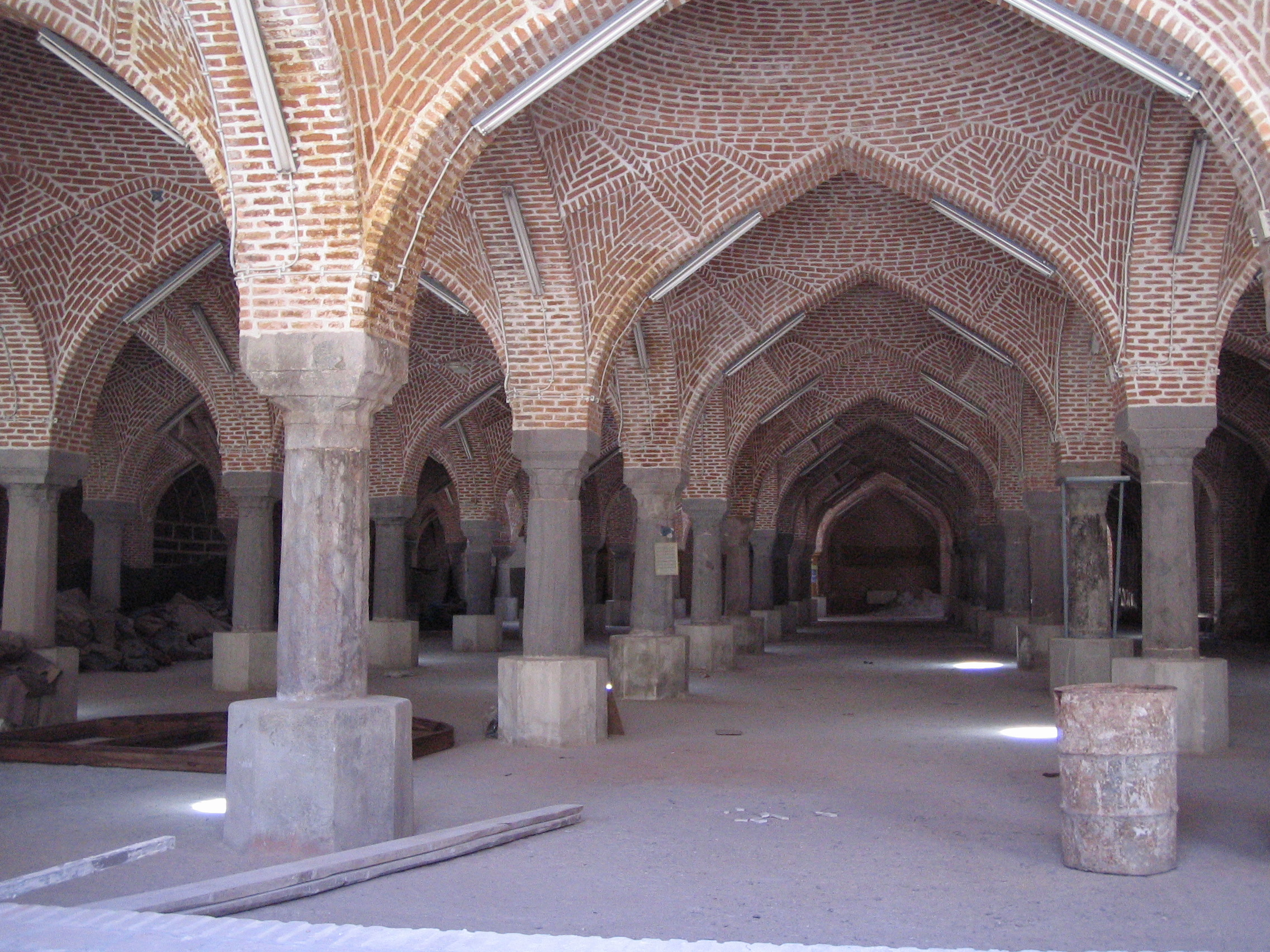
Der Schabestan in einer Moschee in Täbris

Ein Schabestan (persisch شبستان [ʃæbɛstɑn]) ist ein verdeckter Raum in einer Moschee mit gleichförmigen parallelen Säulen. Eine Seite des Schabestans führt zum Hof der Moschee. Das Dach des Schabestans kann flach oder gewölbt sein.